# Cäcilienschule Oldenburg
Das Gymnasium Cäcilienschule Oldenburg (CSO oder kurz „Cäci“) ist ein allgemeinbildendes Gymnasium in der Innenstadt der niedersächsischen Universitätsstadt Oldenburg. Die Cäcilienschule ist eine der 160 Projektschulen der UNESCO in Deutschland.

## Geschichte der Schule
Im Jahr 1836 gründete der Oldenburgische Prinz Konstantin Friedrich Peter eine höhere Mädchenschule, aus der im Jahr 1867 die Cäcilienschule als erste öffentliche Mädchenschule im Großherzogtum Oldenburg hervorging. Benannt wurde die Schule nach der früheren Großherzogin Cäcilie von Oldenburg (1807–1844). Seit Mitte der 1970er Jahre besuchen sowohl Mädchen als auch Jungen die Cäcilienschule.

## Die Cäcilienschule heute
Heute besuchen etwa 970 Schüler die Cäcilienschule, von denen ca. zwei Drittel Mädchen sind, was wahrscheinlich auf die Tradition der ehemaligen Mädchenschule zurückzuführen ist. Das Kollegium besteht aus 102 Lehrern sowie fünf Referendaren.
Seit 1991 gehört die Cäcilienschule zum internationalen Netz der Projektschulen der UNESCO. Die offizielle Anerkennung als „unesco-projekt-schule“ folgte im Oktober 1998.
Seit 2008 besteht die Stromversorgung vollständig aus Ökostrom, außerdem werden Kopien nur noch auf Recyclingpapier gedruckt.
Als weitere Besonderheit bietet die Cäcilienschule ab der Klasse 5 einen Musikzweig für musisch begabte Kinder an. Schüler dieses Zweigs erhalten in den Klassen 5 bis 9 verstärkten Musikunterricht in Theorie und Praxis. In der Folge ist die Cäcilienschule bekannt durch ihre Ensembles: Bigband, Orchester, Kombo, Chor und musikalische Kleingruppen belegen die hervorragende musische Erziehung der Schule, die im Fach Kunst ergänzt wird. Die Galerie in der Schule dokumentiert diese Ausrichtung.
Um den vielfältigen außerordentlichen Interessen ihrer Schülerschaft gerecht zu werden, hat das Gymnasium den Wahlpflichtbereich in der Sek I eingeführt. Das differenzierte Angebot wird durch die Einführung zusätzlicher Fächer konsequent in der Sek II weitergeführt. Denn hier besteht die Möglichkeit, in der Sekundarstufe II die Fächer Philosophie, Wirtschaft, Informatik und Darstellendes Spiel als zusätzliche Fächer außerhalb des üblichen Fächerkanons einer Schule zu belegen.
Internationale Austauschprogramme unterhält die Cäcilienschule mit Schulen in Pennsbury bei Philadelphia (Pennsylvania/USA), Buc bei Paris (Frankreich) und Sankt Petersburg (Russland).
Nach dem Wegfall der Orientierungsstufen in Niedersachsen ist die Cäcilienschule das einzige Oldenburger Innenstadtgymnasium, das alle Schüler in einem Gebäude unterrichtet. 2006 wurde das Gebäude um einen zweiten Musiktrakt erweitert.

## Bekannte Lehrkräfte
- Johannes Ramsauer (1790–1848), Schüler von Pestalozzi, Prinzenerzieher des Hauses Oldenburg und ab 1839 Lehrer an der Cäcilienschule[3]
- Bertha Ramsauer (1884–1947), 1908–1919 als Studienrätin an der Cäcilienschule tätig, 1923–1935 als Pionierin der deutschen Volkshochschulbewegung Leiterin des Volkshochschulheims Edewecht

## Bekannte ehemalige Schüler
- Edith Ruß (1917–1993), Stifterin des Hauses für Medienkunst in Oldenburg
- Wigald Boning (* 1967), Komiker, Synchronsprecher, Musiker und Fernsehmoderator
- Margarethe Gramberg (1895–1968), Politikerin
- Eva Hassmann (* 1972), Schauspielerin und Künstlerin
- Ulrike Meinhof (1934–1976), Journalistin, radikale Linke und später Linksterroristin
- Gerlind Rosenbusch (* 1947),  Schauspielerin und Moderatorin
- Marie Stein-Ranke (1873–1964), Malerin und Radiererin
- Franziska Emma „Cissy“ Willich (1888–1970), Lehrerin und Autorin